# Vindelici

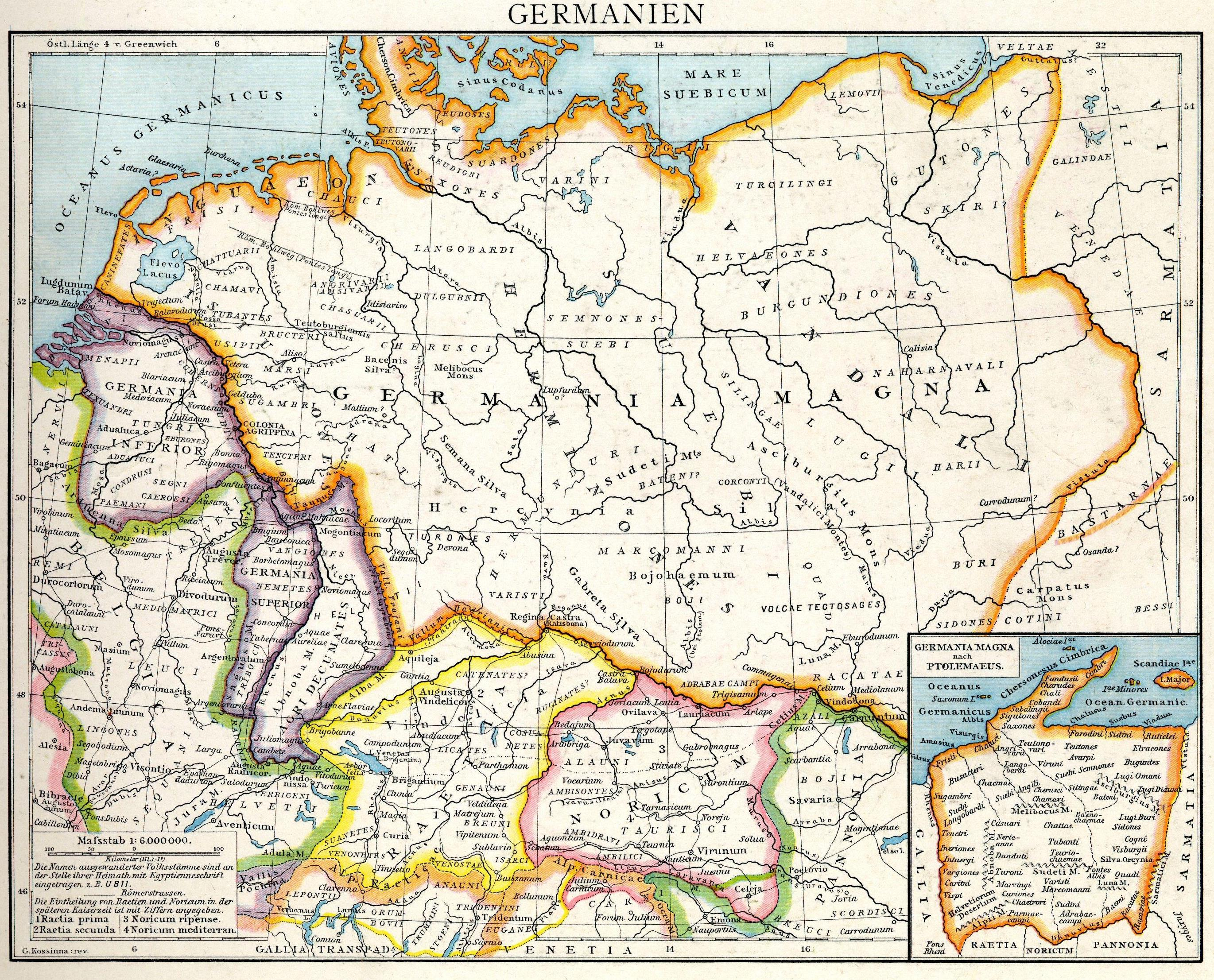
I Vindelici (e i quattro gruppi in cui erano divisi) posizionati nella parte settentrionale della Retia (in giallo), secondo la carta storica del 1886 disegnata da Johann Gustav Droysen.

I Vindelici furono un'antica popolazione alpina che abitava la regione chiamata, nella geografia dell'Europa preromana, Vindelicia. Quest'area era delimitata a nord dal Danubio, ed in seguito dal Limes renano di Adriano, a est dal fiume Oenus (Inn), a sud dalla Rezia e ad ovest dai territori degli Elvezi. Corrispondeva dunque alla parte nordorientale della Svizzera, al Baden sudorientale ed al sud del Württemberg e della Baviera.

## Etnonimo
Una possibile etimologia del loro nome include un elemento vind- simile all'irlandese find- "bianco".
Tuttavia, l'etnonimo "Vindelici" è stato spesso messo in relazione a quello dei Venedi (Germani slavizzati), dei Veneti britannici o dei Veneti adriatici: la frequenza di questo etnonimo in diverse aree europee non va però spiegato con ipotetici legami storici e linguistici tra i diversi popoli che ne hanno fatto uso, quanto piuttosto un'uguale derivazione, più volte ripetuta, dalla medesima radice indoeuropea *wen ("amare"). I "Veneti" (*wenetoi) sarebbero pertanto gli "amati", o forse gli "amabili", gli "amichevoli" 

## Storia
La cultura dei Vindelici era la Cultura di La Tène. Non è certo se i Vindelici parlassero una lingua celtica (gallica) o germanica; è anche possibile che fossero una popolazione di origine celtica, ma con una forte componente illirica.
I Vindelici vennero sottomessi a Roma nel contesto delle campagne di conquista di Rezia ed arco alpino sotto Augusto, condotte dai generali Druso maggiore e Tiberio (il futuro imperatore) tra il 16 e il 15 a.C. Nello stesso anno la capitale della regione occupata dai Vindelici fu ri-fondata con il nome di Augusta Vindelicorum ("Augusta dei Vindelici"), e in seguito trasformata dall'imperatore Adriano in municipium. Oggi è la città di Augusta.
Il poeta latino Orazio li citò nel quarto libro delle sue Odi, descrivendo il primo volo dell'aquila, una lunga metafora che si rivela essere un apprezzamento nei confronti di Druso.
plenis honorum muneribus tuas,

Auguste, virtutes in aevom

per titulos memoresque fastos
aeternet, o, qua sol habitabilis

inlustrat oras, maxime principum,

quem legis expertes Latinae

Vindelici didicere nuper»
(Quinto Orazio Flacco, Odi, IV, 14)
Il nome dei Vindelici è ricordato in nona posizione nel Trofeo delle Alpi ("Tropaeum Alpium"), monumento romano eretto nel 7-6 a.C. per celebrare la sottomissione delle popolazioni alpine e situato presso la città francese di La Turbie. In esso si specifica che essi si suddividevano in quattro tribù:
(Trofeo delle Alpi, Iscrizione frontale)

### Fonti primarie
- Trofeo delle Alpi